# Lantian, Anxi
Lantian (kinesiska: 蓝田) är en socken i sydöstra Kina. Den ligger i Anxi härad i staden Quanzhou i provinsen Fujian, omkring 180 kilometer sydväst om provinshuvudstaden Fuzhou. Antalet invånare är 19 878. Befolkningen består av 9 721 kvinnor och 10 157 män. Barn under 15 år utgör 20,0 %, vuxna 15-64 år 72 %, och äldre över 65 år 7,0 %.